# Simmaco l'Ebionita
Simmaco l'Ebionita (fl. fine II secolo) è stato un traduttore ebreo antico, autore di una delle traduzioni greche dell'Antico Testamento che fu inclusa da Origene nei suoi Exapla e Tetrapla.

## Biografia
Queste due opere di Origene effettuavano una comparazione tra diverse traduzioni dell'Antico Testamento fianco a fianco con la Septuaginta. Alcuni frammenti della traduzione di Simmaco, che sopravvivono in ciò che rimane degli Exapla, inducono gli studiosi a porre in risalto la purezza e l'eleganza del greco di Simmaco, che fu ammirata da Girolamo, il quale utilizzò liberamente il testo nella composizione della Vulgata.
Gli Ebioniti erano una setta di Ebrei, che vissero principalmente in Palestina, Siria e Cappadocia nei primi secoli d.C. Sembra che gli Ebioniti accettassero Gesù come profeta pur respingendo la concezione della sua divinità. Simmaco scrisse anche dei Commentari, i suoi Hypomnemata , non conservatisi, pare allo scopo di confutare la versione canonica greca del Vangelo di Matteo. 
Con tutta probabilità si tratta della stessa opera menzionata con il titolo De distinctione præceptorum da Ebed Jesu. Origene afferma di aver ottenuto queste ed altre copie dei Commentari di Simmaco sulle sacre scritture da una certa Giuliana, che a suo dire le ereditò da Simmaco stesso. Palladio di Galatia trovò in un manoscritto molto antico la seguente annotazione fatta da Origene: "Questo libro l'ho trovato nella casa di Giuliana, la vergine di Cesarea, quando mi nascondevo là; ella mi disse di averlo ricevuto dall'interprete degli Ebrei, Simmaco in persona". 
Origene soggiornò presso Giuliana negli anni 238-241 d.C., ma la traduzione di Simmaco era già nota ad Origene, quando egli scriveva i suoi primi commentari, intorno al 228 d.C. Epifanio di Salamina afferma che Simmaco era un samaritano che aveva litigato con i suoi correligionari e si era convertito all'ebraismo.
Comunque, a giudicare da ciò che vari autori dicono di lui, Simmaco deve essere stato un personaggio di grande importanza tra gli Ebioniti, poiché Simmachiani è rimasto un termine con cui fino al quarto secolo d.C. alcuni teologi cattolici hanno appellato i Nazareni o gli Ebioniti, come apprendiamo dall'opera Prologo alla lettera ai Galati dell'imitatore di Ambrogio, l'Ambrosiaster, e dagli scritti antiereticali di Agostino.